# 伊维察·图察克
伊维察·图察克（1970年2月8日—），克罗地亚水球运动员。他曾带领克罗地亚国家队参加2016年和2020年夏季奥林匹克运动会水球比赛，结果队伍在2016年奥运会获得银牌。